# Liste der Flughäfen und Flugplätze in Katar

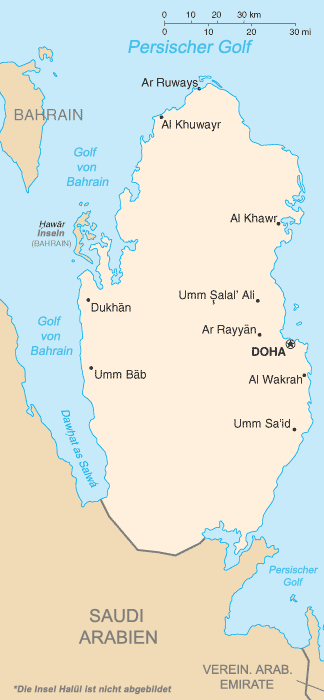
Karte von Katar

Dies ist eine Liste der Flugplätze in Katar geordnet nach Orten.
| Ort              | ICAO             | IATA             | Name des Flugplatzes                    | Koordinaten                  | Start- und Landebahn                    |
| Zivile Flughäfen | Zivile Flughäfen | Zivile Flughäfen | Zivile Flughäfen                        | Zivile Flughäfen             | Zivile Flughäfen                        |
| ---------------- | ---------------- | ---------------- | --------------------------------------- | ---------------------------- | --------------------------------------- |
| al-Chaur         | OTBK             |                  | Flughafen al-Chaur                      | 25° 37′ 46″ N, 51° 30′ 24″ O | 1600 × 30 m Asphalt                     |
| Doha             | OTBD             | DIA              | Flughafen Doha                          | 25° 15′ 40″ N, 51° 33′ 54″ O | 4572 × 46 m Asphalt                     |
| Doha             | OTHH             | DOH              | Hamad International Airport             | 25° 16′ 23″ N, 51° 36′ 29″ O | 4850 × 60 m Asphalt 4250 × 60 m Asphalt |
| Militärflugplatz |                  |                  |                                         |                              |                                         |
| Doha             | OTBH             | XJD              | Al Udeid Air Base (Abu Nakhlah Airport) | 25° 7′ 2″ N, 51° 18′ 53″ O   | 3750 × 45 m Asphalt                     |
| Dukhan           |                  |                  | Dukhan / Tamim Airbase                  | 25° 28′ 2″ N, 51° 0′ 5″ O    | 3750 m Beton 3750 m Beton               |